# Novias de España
Novias de España es una revista española de moda nupcial e información para los novios que organizan su boda. La periodicidad de la revista es semestral, con números en mayo y noviembre.
Está editada por ADG Wedding Media y su primer número se publicó en 1992. Actualmente lleva 45 números en el mercado. Se distribuye principalmente en España, Portugal, México y otros países de Latinoamérica. 
Se trata de una publicación con artículos sobre el vestido de novia, trajes de novio, tendencias de las pasarelas nacionales e internacionales, moda para invitadas, joyas y alianzas, complementos, peinados de novia, propuestas de maquillaje para novias, banquetes de boda, ideas de decoración, luna de miel y otros servicios necesarios para organizar un enlace. 
- Datos: Q6046019